# Movement for Multiparty Democracy
Movement for Multiparty Democracy (MMD) är ett politiskt parti i Zambia, bildat 1990 som en paraplyorganisation avsedd att samla den politiska oppositionen mot Kenneth Kaunda och hans United National Independence Party, som haft makten i 27 år och länge varit det enda tillåtna partiet i landet.
När flerpartidemokrati 1991 återinfördes i landet tog MMD makten och behöll den 20 år framåt, det första decenniet med egen parlamentarisk majoritet.

## Presidenter
MMD:s kandidater beklädde presidentposten mellan 1991 och 2011.
- Frederick Chiluba: 2 november 1991–2 januari 2002
- Levy Mwanawasa: 2 januari 2002–19 augusti 2008 (dog i ämbetet)
- Rupiah Banda: 19 juni 2008 - 23 september 2011